# Frans De Wachter
Frans De Wachter (Leuven, 29 juni 1979) is een Belgisch bestuurder.

## Levensloop
De Wachter studeerde aan de Katholieke Universiteit Leuven en is van opleiding licentiaat klassieke filologie.
In 2003 werd hij nationaal voorzitter van de KLJ, een functie die hij uitoefende tot 2008. Hij werd in deze hoedanigheid opgevolgd door An Van Elsacker. In 2010 werd hij aangesteld als directeur van de KLJ & Groene Kring. In 2014 vervolgens werd hij directie-adjunct bij de Landelijke Gilden en in 2015 directeur van de afdeling interne organisatie van Boerenbond en Landelijke Gilden, dat onder zijn bestuur werd omgevormd tot het servicecentrum.
Op 23 oktober 2017 werd hij aangesteld als Algemeen Secretaris van Boerenbond, in opvolging van Peter Bruggen. Tevens werd hij benoemd tot gelegeerd bestuurder en voorzitter van het directiecomité. Als Algemeen Secretaris vertegenwoordigt hij Boerenbond ook in de raad van bestuur van de financiële holding MRBB (Maatschappij voor Roerend Bezit van de Boerenbond). Hij neemt tevens bestuursmandaten op in diverse bedrijven en organisaties van de groep Boerenbond waaronder SBB, Boerennatuur Vlaanderen, Werkers in Uitzenden, Agrocampus en de dienstenbedrijven van FERM (Ferm Kinderopvang, Ferm Thuiszorg en Ferm Huishoudhulp). 
Hij is tevens lid van de adviesraad van KADOC.